# 波多黎各鼠
波多黎各鼠（学名：Isolobodon portoricensis）是啮齿目硬毛鼠科中已灭绝的一种。波多黎各鼠实际原产于伊斯帕尼奥拉岛（海地和多米尼加共和国）及其附近岛屿，后被引入波多黎各等地。曾是海地戈纳夫岛上已知的唯一一种硬毛鼠。